# Alfred Dreyfus
Pour les articles homonymes, voir Dreyfus.
Alfred Dreyfus (/alfʁɛd dʁɛfys/), né le 9 octobre 1859 à Mulhouse et mort le 12 juillet 1935 à Paris, est un officier d'artillerie français d'origine alsacienne et de confession juive. Il est victime, en 1894, d'une machination judiciaire qui est à l'origine d'une crise politique majeure de la IIIe République, l'affaire Dreyfus (1894-1906), quand il est accusé et condamné à tort, par antisémitisme, d'être un espion au service de l'Empire allemand. Alors qu'il est arrêté, condamné à la dégradation nationale, puis déporté au bagne sur l'île du Diable pour y être enfermé, des éléments montrent que Dreyfus est innocent et que le vrai coupable est un officier du nom d'Esterhazy. Des révélations progressives montrent que l'enquête faite par l'armée en interne est biaisée ; que Dreyfus est un bouc-émissaire idéal, étant juif, et que l'état-major de l'armée, informé de l'innocence de Dreyfus, cache l'affaire, laissant Dreyfus au bagne plutôt que de perdre la face.
Le scandale éclate, et commence à secouer la vie politique française ; il met en exergue l'antisémitisme de l'armée française et des milieux politiques. Après de multiples péripéties judiciaires et politiques, la publication en 1898 du manifeste d'Émile Zola, J'accuse…!, apporte à sa cause une nouvelle ampleur. Zola y met en cause l'armée et les responsables politiques français pour avoir couvert l'affaire. Dreyfus est finalement innocenté, réhabilité et réintégré à l'armée française, bien qu'à un grade inférieur à celui auquel son ancienneté donnait droit.
Les milieux antidreyfusards, antisémites, voient d'un mauvais œil cette réhabilitation. Alors qu'il assiste au transfert au Panthéon des cendres d'Émile Zola, il est ciblé par l'attentat d'un militant militariste antisémite, plus tard acquitté en procès. Dreyfus y survit.
Il combat lors de la Première Guerre mondiale, notamment à Verdun et au Chemin des Dames, puis se met en retraite et mène une vie tranquille. Il meurt en 1935 à Paris et est enterré au cimetière du Montparnasse.
La vie d'Alfred Dreyfus et les persécutions qu'il a subies parce qu'il était Juif ont marqué la conscience politique française ; le véritable coupable, Ferdinand Walsin Esterhazy, reste impuni. Parmi ses défenseurs, on compte entre autres les écrivains Émile Zola, Charles Péguy ou Anatole France, les hommes politiques Georges Clemenceau, Jean Jaurès ou Auguste Scheurer-Kestner ainsi que les fondateurs de la Ligue des droits de l'homme (LDH) Francis de Pressensé, ou Pierre Quillard.

## Biographie

### Famille
Alfred Dreyfus est issu d'une vieille famille juive installée en Alsace depuis plusieurs siècles. Son grand-père était un modeste commerçant de Rixheim, non loin de Mulhouse. Son père, Raphaël Dreyfus, créa à Mulhouse une petite filature de coton et les affaires prospérant, il y ajouta une usine de tissage. Il permit ainsi à sa famille de faire partie de la bourgeoisie mulhousienne. Raphaël se maria avec Jeannette Libmann. Le couple eut neuf enfants, dont sept survécurent. Alfred Dreyfus est le benjamin de la famille, il passa son enfance dans la maison familiale rue du Sauvage puis dans une maison cossue, rue de la Sinne, à Mulhouse. Sa mère étant tombée malade à la suite de sa naissance, sa sœur aînée Henriette fut pour cet enfant timide comme une seconde mère.
La quiétude de la vie familiale est perturbée par la guerre franco-allemande de 1870, la défaite française et la perte de l'Alsace-Lorraine. Après la signature du traité de Francfort, l'Alsace-Moselle est annexée par l'Empire allemand en 1871. Alfred Dreyfus ressent cette défaite comme humiliation nourrissant un désir de revanche qui le poussera à embrasser une carrière militaire. Mosellans et Alsaciens ont la possibilité de garder la nationalité française ; ils doivent dans ce cas quitter leur domicile et partir pour la France.
En 1872, Raphaël Dreyfus opte pour la nationalité française et la famille quitte l'Alsace laissant derrière eux l'un des frères d'Alfred, Jacques, qui continue à faire tourner l'usine familiale,.
La famille s'installe d'abord à Bâle, en Suisse, puis, en 1873, Alfred Dreyfus est envoyé poursuivre ses études à Paris, où il passe le baccalauréat et entre au collège Sainte-Barbe pour préparer le concours d'entrée à l'École polytechnique. Il est reçu, à 19 ans, 128e sur 235.
Alfred Dreyfus épouse, le 18 avril 1890, Lucie Hadamard (23 août 1869-14 décembre 1945), issue d'une famille aisée de diamantaires originaire de Metz. Le couple a deux enfants : Pierre (5 avril 1891-28 décembre 1946) et Jeanne (22 février 1893-30 avril 1981).

### Début de carrière militaire

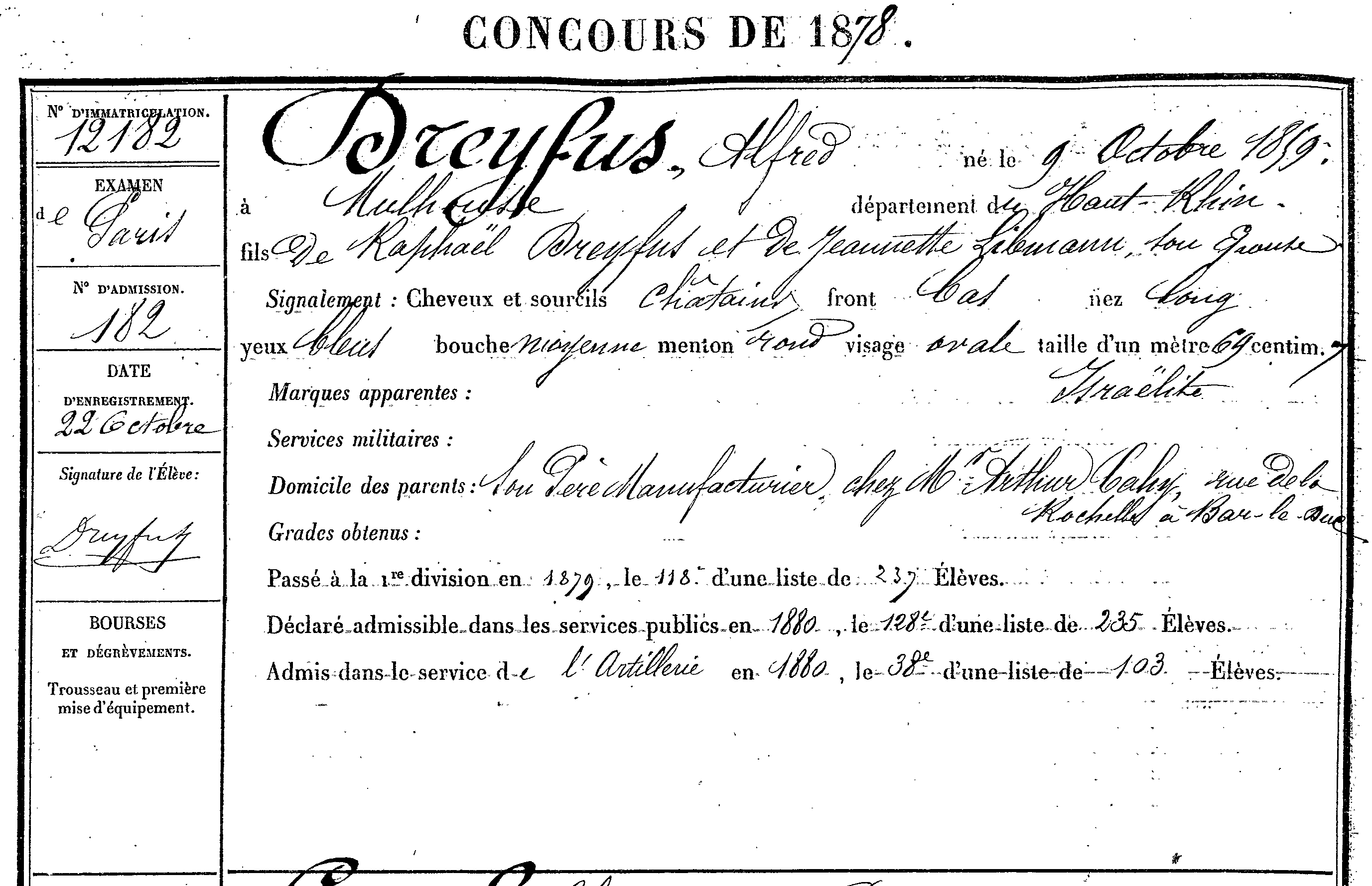
Fiche matricule d'Alfred Dreyfus à l'École polytechnique.

Il entre à l'École polytechnique en 1878, à 19 ans,. En 1880, il en sort 128e sur 235, et accède, avec le grade de sous-lieutenant, à l'École d'application d'artillerie de Fontainebleau.
Au tournant des années 1880, la grande majorité des officiers généraux sont légitimistes ou bonapartistes. L'état-major reste attaché à l'ordre moral, et hostile à la République et à la démocratie, perçues par beaucoup d'officiers comme hostiles à l'armée.
Alfred Dreyfus reste deux ans à Fontainebleau, où il est bien noté par ses supérieurs. Le 1er octobre 1882, il est nommé lieutenant au 31e régiment d'artillerie du Mans. À la fin de 1883, il est affecté aux batteries à cheval de la 1re division de cavalerie de Paris. L'appréciation de ses supérieurs est élogieuse : « intelligent […], consciencieux […], zélé […], officier plein d'entrain, très hardi cavalier, instruit, intelligent, excellent lieutenant de batterie à cheval […], meilleur lieutenant du groupe des batteries ». En septembre 1889, il est nommé capitaine au 21e régiment d'artillerie, détaché comme adjoint à l'École centrale de pyrotechnie militaire de Bourges. Dans le même temps, il prépare les examens d'admission à l'École de guerre, où il est reçu le 20 avril 1890.

### Officier stagiaire à l'état-major
Alfred Dreyfus entre à l'École de guerre à l'automne 1890. Les appréciations de ses supérieurs sont une nouvelle fois excellentes. En novembre 1892, il en sort avec la mention « très bien », classé 9e sur 81. Il est ainsi appelé en tant que stagiaire à l'état-major de l'armée, au ministère de la Guerre, le 1er janvier 1893, avec le grade de capitaine.
En tant que stagiaire, il passe successivement dans chacun des bureaux de l’état-major.
À partir de 1892, dans son journal, La Libre Parole, Édouard Drumont, laissant libre cours à son antisémitisme, mène une vigoureuse campagne contre la présence d'officiers juifs dans l'armée française. Or, Alfred Dreyfus ne bénéficie pas du soutien d'officier de haut rang, ni d'homme politique. Sa fortune personnelle, son origine alsacienne et juive, susciteraient jalousie et méfiance.
En septembre 1894, la section de « statistique » (en réalité le service d'espionnage et de contre-espionnage de l'armée), soustrait à l’ambassade d'Allemagne un bordereau révélant qu'il existe un traître dans l'armée française (il s'agit de Ferdinand Walsin Esterhazy, comme il le sera révélé plus tard). Alfred Dreyfus, dont l'écriture ressemble à celle du bordereau, apparaît rapidement comme le suspect idéal pour plusieurs raisons : les ambitions politiques et la crainte d'être « débarqué » du ministre de la Guerre Auguste Mercier, et l'antisémitisme de l'état-major et singulièrement du service de « statistique ».

### Procès et condamnation de 1894
Le 15 octobre, il est arrêté et incarcéré à la prison du Cherche-Midi pour espionnage au profit de l'Allemagne. Il passe en conseil de guerre à Paris le 19 décembre 1894 ; le procès se déroule à huis clos. Dreyfus est défendu par un avocat pénaliste talentueux, Edgar Demange, de confession catholique, choisi par son frère Mathieu. Cet avocat tente de démontrer à la Cour l'insuffisance des charges pesant sur l'accusé puisque les différentes expertises en écritures produites se contredisent ; l'une de celles-ci a été effectuée par Bertillon.
Mais, contre toute attente, Dreyfus est condamné le 22 décembre à l'unanimité pour trahison, « à la destitution de son grade, à la dégradation militaire, et à la déportation perpétuelle dans une enceinte fortifiée », c'est-à-dire au bagne en Guyane. Il n'est pas condamné à mort, cette peine ayant été abolie pour les crimes politiques depuis 1848.
Pour les autorités, la presse et le public, les quelques doutes d'avant procès sont dissipés. Son cas est évoqué devant la Chambre des députés et il ne trouve alors aucun défenseur, pas même en la personne de Jean Jaurès qui le condamne à la tribune ou de Clemenceau, les deux soulignant que la peine de mort venait d'être appliquée à un jeune soldat insolent en vertu du Code de justice militaire.

### Dégradation

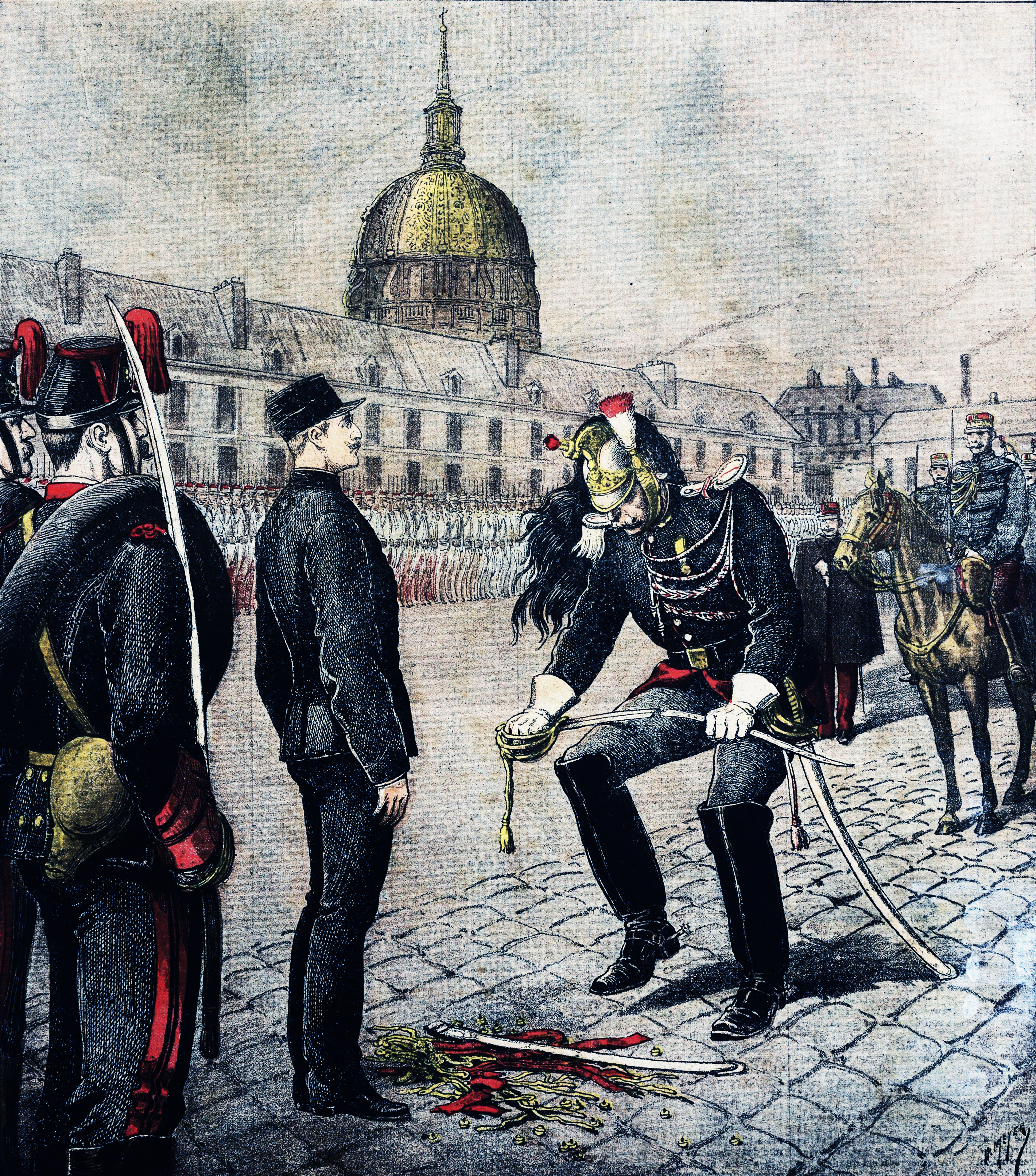
Le traître : Dégradation d'Alfred Dreyfus, dessin d'Henri Meyer, Le Petit Journal, 13 janvier 1895.

Alfred Dreyfus est dégradé le 5 janvier 1895, dans la cour d'honneur de l'École militaire de Paris, devant une foule hostile.
À 9 heures, encadré par une escouade de six artilleurs sabre au clair et accompagné par un lieutenant de la Garde républicaine, le capitaine Dreyfus, sabre à la main et revolver en sautoir, avance sous un roulement de tambour, au centre d'un carré formé de quatre mille soldats (chacun des régiments de la garnison de Paris a envoyé deux détachements, l'un de soldats en armes, l'autre de recrues) et où se tient le général Darras à cheval, grand officiant de la cérémonie, suivi du colonel Fayet, major de la garnison. Entre deux détachements, une tribune spécialement aménagée est réservée aux invités, politiques, diplomates et journalistes accrédités, parmi lesquels Barrès, chantre du nationalisme, et Léon Daudet, polémiste antisémite. Une foule de milliers de personnes, tenue à distance derrière les grilles de la cour Morland, crie notamment : « À mort Judas ! Mort au juif ! ».
Le greffier du Conseil de guerre, M. Vallecalle, lit le jugement. Le général crie ensuite : « Alfred Dreyfus, vous êtes indigne de porter les armes. Au nom du peuple français, nous vous dégradons ! ». Dreyfus, les deux bras tournés vers l'armée, crie en écho « Soldats, on dégrade un innocent ! Soldats, on déshonore un innocent ! Vive la France ! Vive l'armée ! ». L'adjudant Bouxin de la garde républicaine arrache les insignes de son rang, galons d'or du képi et des manches, épaulettes, boutons dorés de son dolman noir, bandes rouges du pantalon. Il brise le sabre sur une de ses cuisses et laisse tomber à terre les deux tronçons rompus. Entouré de quatre artilleurs, Dreyfus en guenilles, doit défiler autour de la place d'armes. La cérémonie dure quelque dix minutes.

### Déportation et détention à l'île du Diable (Guyane)

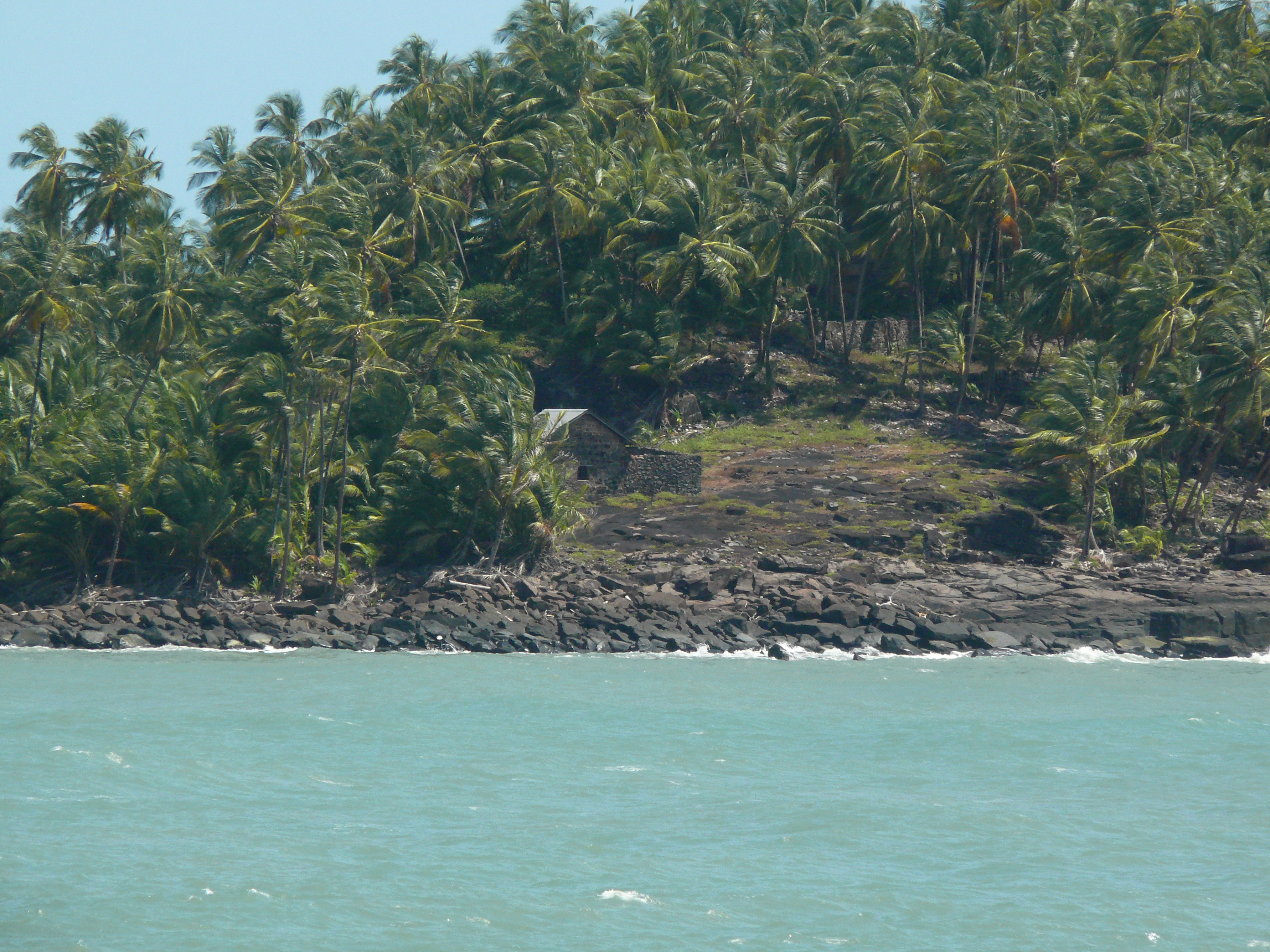
Les deux cases occupées par Dreyfus sur l'île du Diable.

Incarcéré à la prison de la Santé jusqu'au 17 janvier 1895, il est ensuite conduit par train en voiture cellulaire jusqu'à La Rochelle, puis transféré au dépôt des forçats de Saint-Martin-de-Ré, où il est détenu durant 36 jours.
Le 21 février 1895, Alfred Dreyfus est embarqué depuis l'île d'Aix sur le Ville-de-Saint-Nazaire, qui accoste à l'île Royale le 8 mars. Gardé secrètement sur l'île Royale, il pose pied sur l'île du Diable cinq jours plus tard.
Les conditions de détention sont pénibles : il est surveillé jour et nuit par des gardiens relevés toutes les deux heures. Il a interdiction de parler à ses geôliers, qui ne peuvent à leur tour lui parler. Sa liberté de mouvement est limitée aux 200 mètres à découvert entourant la case, local de 4 × 4 m, où il loge. Lucie, son épouse, n'est pas autorisée à le rejoindre contrairement aux lois de 1872 et 1873. Le climat équatorial est particulièrement éprouvant, chaleur et sécheresse alternant avec des pluies torrentielles.
À partir du 14 avril 1895, le prisonnier tient son journal mais l'interrompt le 10 septembre 1896 « tellement las, tellement brisé de corps et d'âme ».
En septembre 1896, la nouvelle de son évasion, répandue par la presse britannique à l'instigation de Mathieu Dreyfus pour que son frère ne tombe pas dans l’oubli, est reprise par les journaux français mais démentie le lendemain. Néanmoins, par précaution, le ministre des Colonies, André Lebon, ordonne de faire construire une double palissade autour de sa case et de le faire mettre aux fers, la nuit, du 6 septembre au 20 octobre 1896. De jour comme de nuit, Dreyfus est consigné dans sa case.

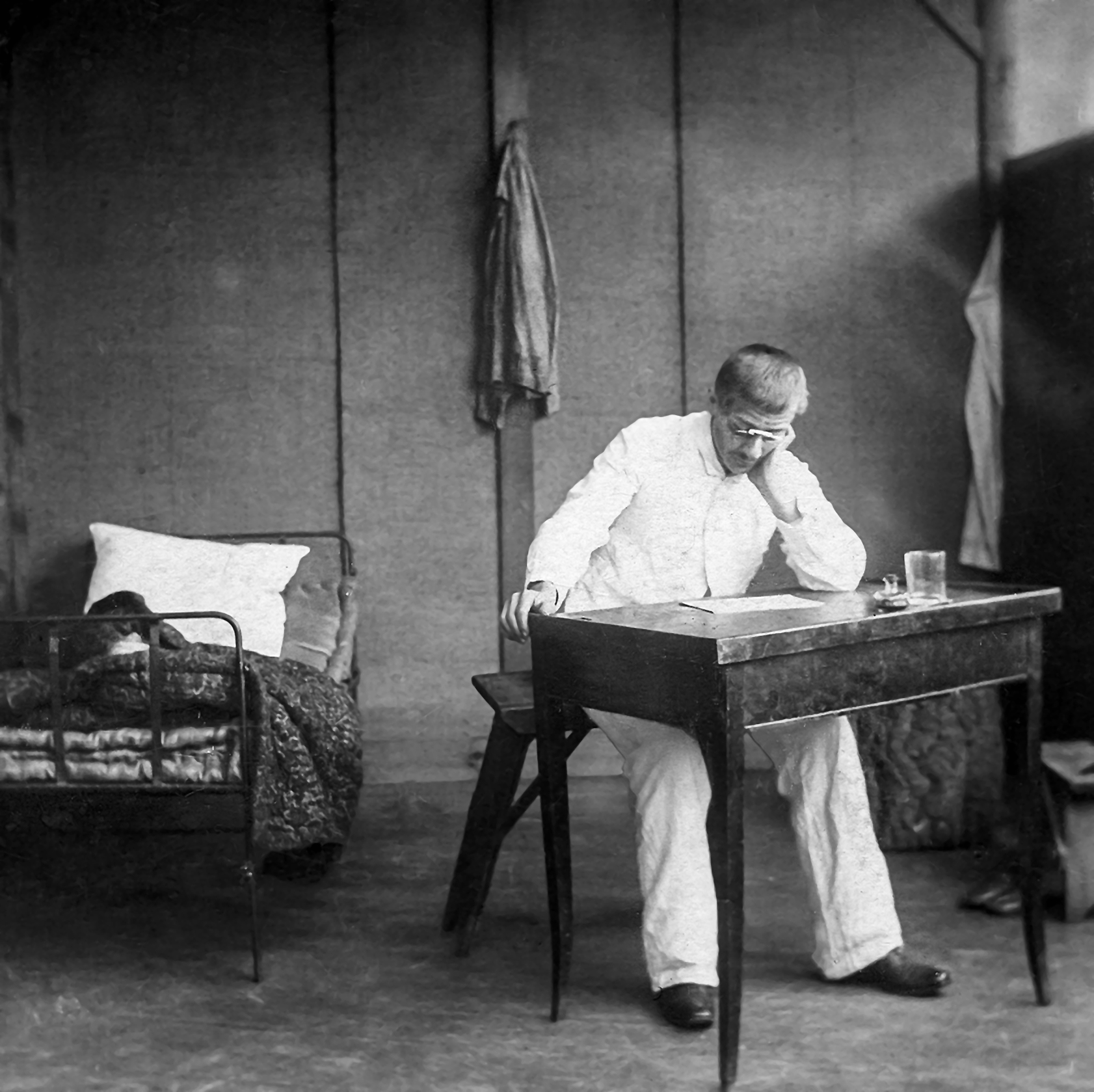
Dreyfus dans sa maison à l'île du Diable, 1898 (d'après une stéréoscopie vendue par F. Hamel, Altona-Hambourg, collection Fritz Lachmund).

Sa santé et son moral déclinent rapidement. Le bagnard Charles Benjamin Ullmo, qui occupe la case après Dreyfus, raconte que celui-ci disait parler aux requins et que ceux-ci venaient à l'appel. Il dort avec l'aide de calmants prescrits par le médecin des îles, écrit à sa femme, à son frère, au général de Boisdeffre, chef d'état-major des armées, au président de la République, alors que sa correspondance est inspectée minutieusement. Dans ses lettres, Dreyfus défend constamment son honneur, clame son innocence, demande la réouverture de l'enquête. Le courrier lui arrive avec deux mois de retard, certaines de ses lettres ne parviennent pas à sa femme et certaines lettres de son épouse ne lui sont pas transmises : elles sont, à partir de mars 1897, recopiées par « une main banale ». Il remplit ses cahiers du nom de sa femme et de figures géométriques[réf. nécessaire]. Tenu dans l'ignorance complète des progrès concernant son dossier, il n'essaie toutefois jamais de s'évader ou de tenter une quelconque violence à l'encontre des autorités du bagne.

### «L'Affaire»

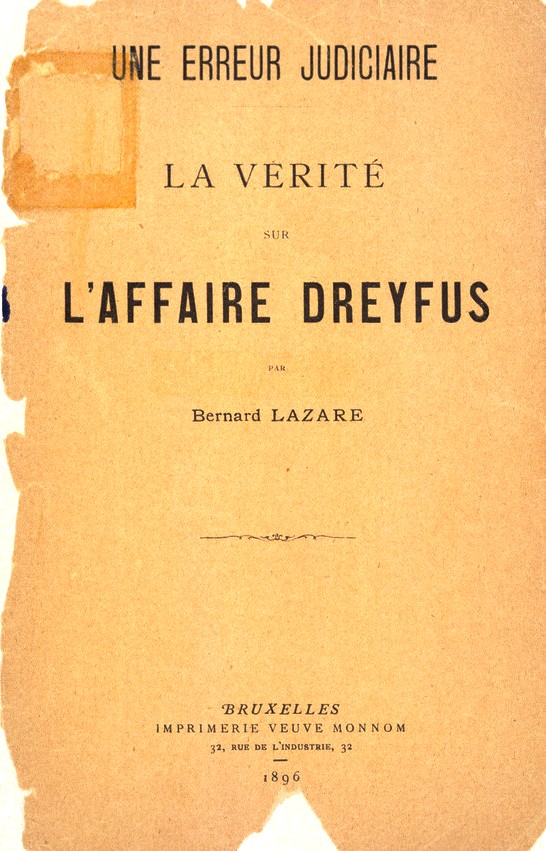
Brochure de Bernard Lazare sur l'affaire Dreyfus (1896).

En mars 1896, le lieutenant-colonel Georges Picquart, devenu chef du service de renseignements (section de statistique) en juillet 1895, intercepte un document, le « petit bleu », qui ne laisse aucun doute sur les accointances de son auteur, le commandant Esterhazy, avec l'ambassade d'Allemagne. Il découvre par ailleurs que le dossier secret comportant des pièces couvertes par le secret militaire, communiqué au conseil de guerre pendant le délibéré, à l'insu de la défense, est vide de preuves.
L'affaire Dreyfus naît à ce moment-là, à la suite de l'acquittement du véritable traître, Ferdinand Walsin Esterhazy, au moment où Émile Zola publie « J'accuse… ! » dans L’Aurore du 13 janvier 1898, une lettre adressée au président Félix Faure où il affirme que Dreyfus est innocent. L'État engage alors un très médiatisé procès en diffamation à rebondissements, au terme duquel Émile Zola est condamné au maximum de la peine. L'Affaire éclate alors au grand jour et divise les grands courants politiques de l'époque en clans « dreyfusards » et « anti-dreyfusards »,,.
Parmi les autres défenseurs d'Alfred Dreyfus se situe notamment l'écrivain Charles Péguy, dont la librairie Bellais, qu'il fonde en 1898 avec l'argent de son épouse, sert de quartier général aux « dreyfusards » du Quartier latin ; d'autres dreyfusistes se réunissaient ailleurs car « le dreyfusisme fut éclaté, hétérogène voire hétéroclite et eut au moins une dizaine de ces quartiers généraux : la rédaction de L’Aurore, celles des Figaro, des Droits de l’Homme, du Journal du Peuple, du Radical, de La Revue blanche, la librairie Stock, le bureau de Lucien Herr, etc. ».
Son cas, à nouveau évoqué à la Chambre des députés, provoque un scandale dans le cadre de crises ministérielles. Les « preuves » produites par le ministre de la Guerre devant la Chambre se révèlent être des faux commis par les militaires. L'auteur de ces fausses pièces, le colonel Henry, interrogé par le ministre de la Guerre Godefroy Cavaignac le 30 août 1898, reconnaît les faits. Mis en état d'arrestation, il est emprisonné au fort du Mont Valérien le jour même. Le lendemain matin, il est retrouvé mort dans sa cellule, couvert de sang, la gorge ouverte, un rasoir à la main.

### Procès de Rennes et seconde condamnation

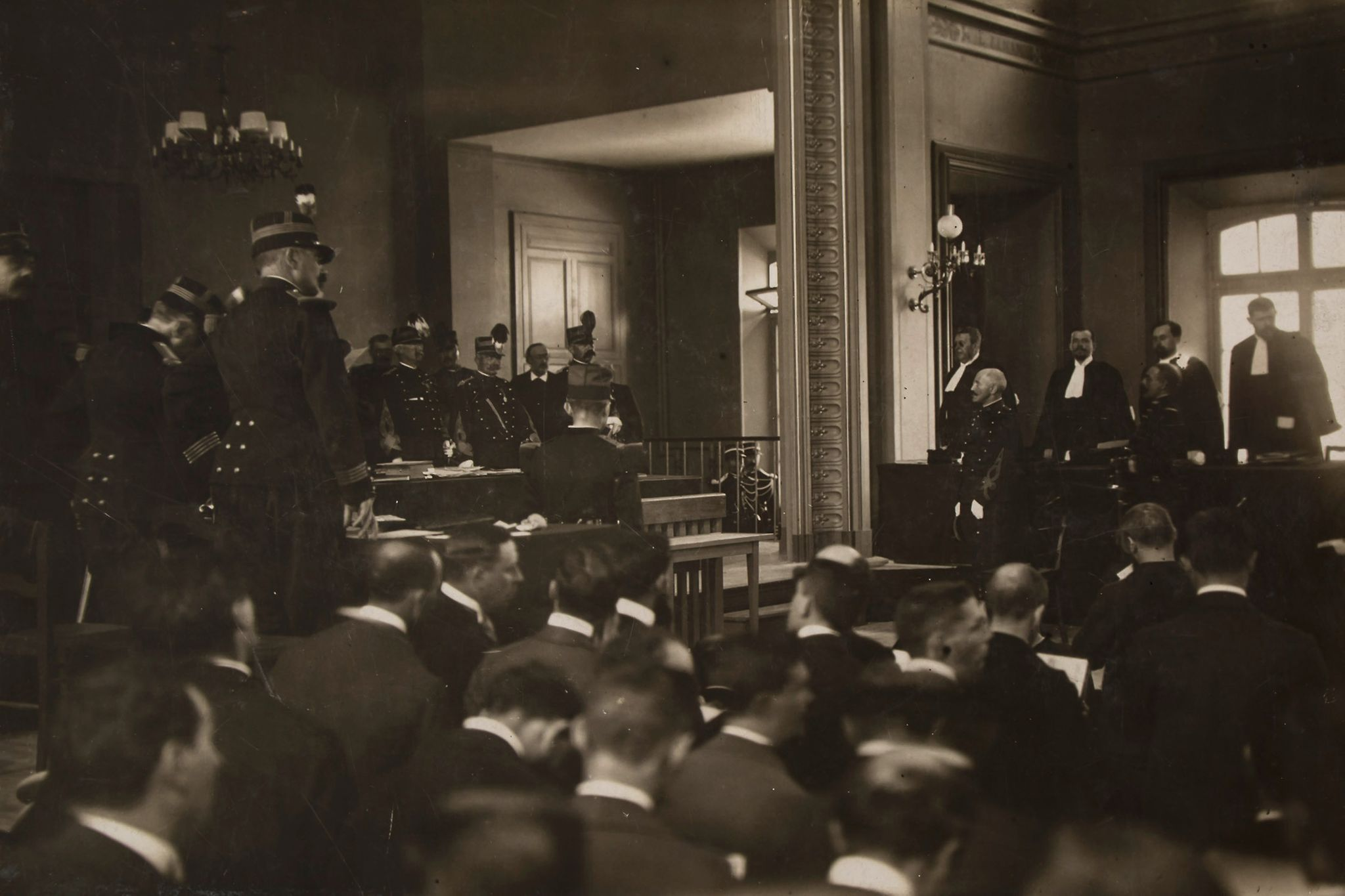
Ouverture des débats au second procès du capitaine Alfred Dreyfus devant le conseil de guerre de Rennes en août 1899.

Après l'arrêt de la Cour de cassation annulant le premier jugement, Dreyfus est rapatrié pour être jugé par un second conseil de guerre, à Rennes. Le procès public débute le 7 août 1899 ; Alfred Dreyfus y comparait physiquement affaibli. Maurice Barrès (antidreyfusard et antisémite), qui assiste au procès dresse ce portait de Dreyfus : 

« Toute la salle bougea d'horreur et de pitié mêlées quand Dreyfus parut. Sa figure mince et contractée ! […] ce pauvre petit homme qui, chargé de tant de commentaires, s'avançait avec une prodigieuse rapidité. Nous ne sentîmes rien à cette minute qu'un mince flot de douleur qui entrait dans la salle. On jetait en pleine lumière une misérable guenille humaine. Une boule de chair vivante, disputée entre deux camps de joueurs et qui depuis six ans n'a pas eu une minute de repos, vient d'Amérique rouler au milieu de notre bataille. Mais déjà Dreyfus a gravi les trois marches de l'estrade, la nouvelle station de son calvaire […] »

Le 9 septembre, le jury le reconnaît à nouveau coupable de trahison, mais lui accorde le bénéfice de circonstances atténuantes et le condamne à dix ans de détention. Dreyfus, sur le conseil de ses avocats, signe alors une demande de pourvoi en cassation. Son état de santé fait craindre à certains de ses proches les conséquences d'une nouvelle détention. Après un débat qui divise les chefs de file des dreyfusards (Clemenceau, Jaurès, Millerand…), Mathieu Dreyfus convainc son frère de renoncer à son pourvoi en cassation et de signer un recours en grâce. Le 19 septembre 1899, le président de la République, Émile Loubet, gracie Alfred Dreyfus. Mais le combat pour la reconnaissance de son innocence n'est pas terminé pour autant.

### De Rennes à la réhabilitation
La grâce de Dreyfus a été voulue par le Gouvernement comme l'ouverture de la voie à l'apaisement des esprits. Une loi d'amnistie couvrant « tous les faits criminels ou délictueux connexes à l'affaire Dreyfus ou ayant été compris dans une poursuite relative à l'un de ces faits », excepté le jugement de Dreyfus — qui peut ainsi poursuivre sa demande de révision — est votée par le Parlement en décembre 1900.
Pour quelques dreyfusards (Labori, Picquart, Clemenceau), la grâce obtenue, la liberté acquise et le retour à la vie ordinaire retirent à Dreyfus le statut de martyr dont ils l'avaient paré. N'acceptant pas qu'il ait privilégié sa vie privée au combat emblématique pour la justice, ils l'accusent de tous les maux dont ceux d'avoir négocié sa grâce avec le gouvernement Pierre Waldeck-Rousseau, de se satisfaire de l'inaction et de ne pas manifester suffisamment de reconnaissance envers ceux qui se sont engagés pour lui. Pour eux, il n'est plus un innocent persécuté supportant avec stoïcisme son martyre ; il a renoncé à être un symbole en restant en dessous de la cause qu'il représentait. Face à ces critiques — injustes et inexactes — Dreyfus garde une « attitude digne et réservée » (« Notre reconnaissance nous oblige à nous taire », écrira-t-il plus tard). Et en toute logique, Picquart et Labori décideront de rompre malgré tous les efforts qui seront ceux de Dreyfus pour arranger les choses,.

### Réhabilitation
Cependant, Alfred Dreyfus souhaite toujours se pourvoir en cassation mais a besoin pour ce faire qu'apparaissent des faits nouveaux non établis au procès de Rennes. Les 6 et 7 avril 1903, Jean Jaurès qui mène le combat à la Chambre des députés, en donnant lecture d'une lettre du général de Pellieux datée du 31 août 1898, est interrompu par le président du Conseil de l'époque, Henri Brisson, qui en séance, affirme que le gouvernement n'en avait pas eu connaissance. Le fait nouveau est là, le général André, ministre de la Guerre, est chargé de mener une enquête. Alfred Dreyfus dépose une requête en révision le 25 novembre 1903. La chambre criminelle de la Cour de cassation rassemble les pièces du dossier et les examine jusqu'au 19 novembre 1904. De plus, deux rapports sont remis à la chambre criminelle, l'un sur un faux du commandant Henry et l'autre sur l'expertise graphologique de Bertillon. Le travail d'enquête est terminé le 14 mai 1905. Il ne reste qu'à statuer. Il est décidé de ne le faire qu'après les élections législatives de mai 1906. Le marathon judiciaire ne prend fin que le 12 juillet 1906,,, lorsque les chambres réunies de la Cour de cassation rendent l'arrêt suivant : 

« Attendu en dernière analyse que de l'accusation portée contre Dreyfus rien ne reste debout,

Et que l'annulation du jugement du Conseil de guerre ne laisse rien subsister qui puisse, à charge, être qualifié de crime ou délit ; 

Attendu dès lors que, par application du paragraphe final de l'article 445 du code d'instruction criminelle, aucun renvoi ne doit être prononcé ; 
 Par ces motifs, 
 Annule le jugement du Conseil de guerre de Rennes, qui le 9 septembre 1899, a condamné Dreyfus à dix ans de détention et à la dégradation militaire […] ; 
 Dit que c'est par erreur et à tort que cette condamnation a été prononcée ; […] »

Alfred Dreyfus est ensuite réintégré dans l'armée avec le grade de chef d'escadron. Il est nommé chevalier de la Légion d'honneur, le 20 juillet 1906 et décoré au cours d'une cérémonie officielle dans la cour de l'École militaire où la troupe lui rend les honneurs. Le 25 juillet, présenté au président de la République, Armand Fallières, il informe celui-ci de son intention de prendre sa retraite.

### Après la réhabilitation

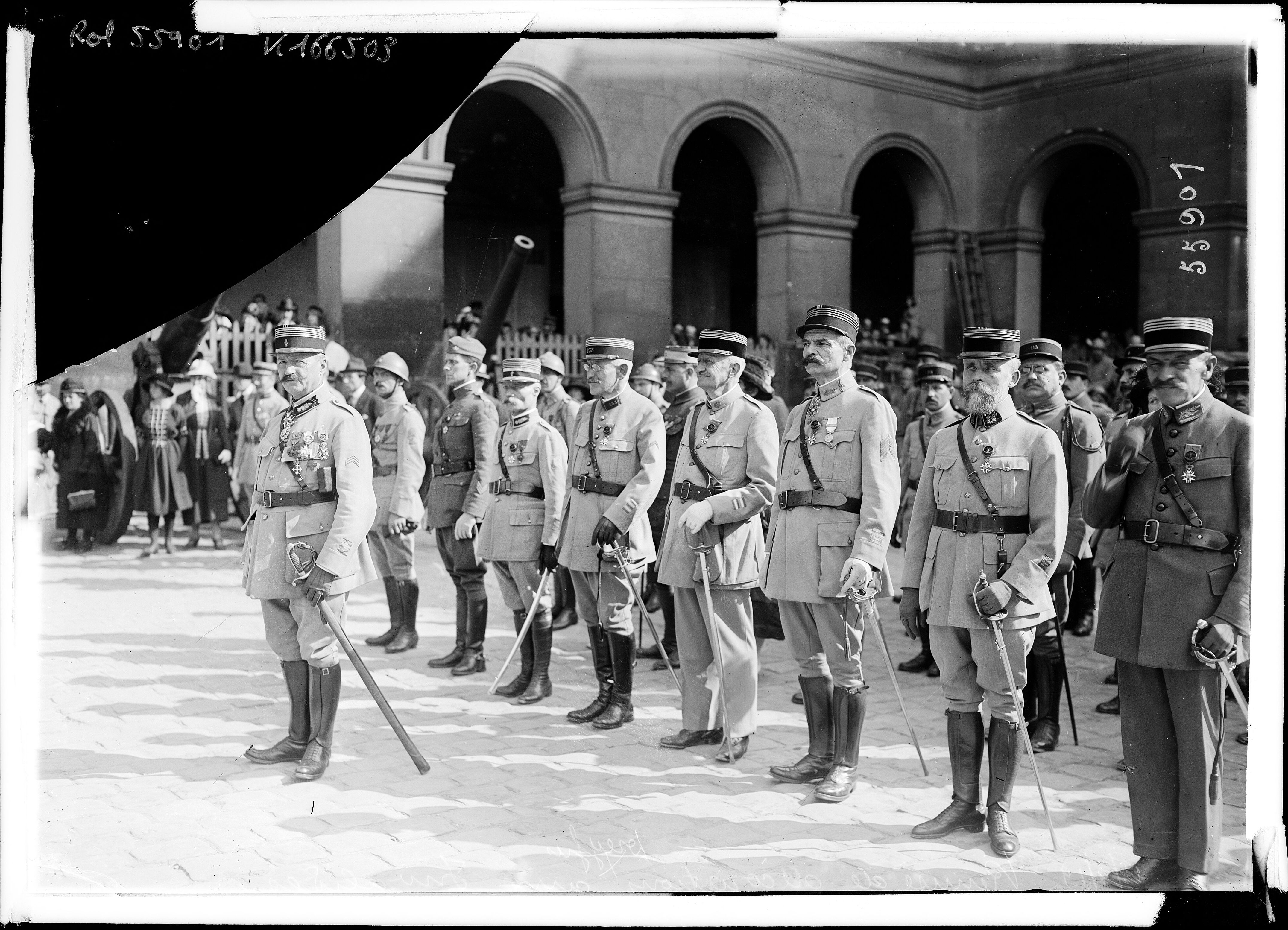
Dreyfus (5e en partant de la droite), alors lieutenant-colonel au d'artillerie de campagne, est décoré de la rosette d'officier de la Légion d'honneur le 11/9/1919 aux Invalides.

Son ancienneté mal calculée ne lui donne pas le rang qu'il aurait dû avoir. Alfred Dreyfus nommé commandant de l'artillerie pour l'arrondissement de Saint-Denis, le 15 octobre 1906, tente quelques démarches auprès du président du Conseil, Georges Clemenceau, et du ministre de la Guerre, le général Picquart, pour obtenir le grade de lieutenant-colonel, auquel il aurait pu prétendre si son temps de détention avait été intégré à son ancienneté de service, sans succès. Il fait alors valoir ses droits et est mis à la retraite, le 25 octobre 1907.
En 1908, il est victime d'un attentat par balles et blessé au bras lors de la cérémonie de transfert au Panthéon des cendres d'Émile Zola, son défenseur. L'auteur de l'attentat, le journaliste antisémite Louis Grégori, est acquitté, lors de son procès.
Mobilisé pendant la Première Guerre mondiale, en tant que chef d'escadron d'artillerie de réserve, il est affecté à l'état-major de l'artillerie du camp retranché de Paris ; puis, à partir de 1917, au parc d'artillerie de la 168e division. Il participe aux combats du Chemin des Dames et de Verdun. En septembre 1918, il est élevé au grade de lieutenant-colonel et, le 9 juillet 1919, promu officier de la Légion d'honneur.
Après la Grande Guerre, il mène une vie paisible dans son appartement parisien du 7 rue des Renaudes entouré de ses proches. Après la guerre, Dreyfus continue à s'informer et à rester engagé dans d'autres procès et il fait partie des instances dirigeantes d'un des comités de soutien à Sacco et Vanzetti,.
Souffrant pendant plusieurs mois, il part pour la Suisse se faire opérer ; à son retour, il reste alité, soigné par son gendre médecin, et meurt le 12 juillet 1935. Il est inhumé au cimetière du Montparnasse le 14 juillet 1935.
Il a survécu à tous ceux qui l'ont soutenu : Auguste Scheurer-Kestner, le premier à être convaincu de son innocence, est mort le 19 septembre 1899, jour de la grâce de Dreyfus ; Émile Zola en 1902 ; Bernard Lazare en 1903 ; le général Picquart en janvier 1914 ; Jean Jaurès assassiné le 31 juillet 1914 ; Charles Péguy, tué au combat, le 5 septembre 1914 ; Fernand Labori, l'un de ses avocats au procès de Rennes, en 1917 ; Joseph Reinach en 1921 ; Anatole France en 1924 ; Edgar Demange, son avocat tout au long de l'affaire, en 1925 ; Georges Clemenceau en 1929 ; Mathieu Dreyfus, le « frère admirable », en 1930. Quant au véritable espion, Esterhazy, réfugié en Angleterre sous une fausse identité, il meurt en 1923.
Peu de temps avant sa mort, Alfred Dreyfus avait résumé ainsi sa vie à son petit-fils : « Je n'étais qu'un officier d'artillerie, qu'une tragique erreur a empêché de suivre son chemin ».

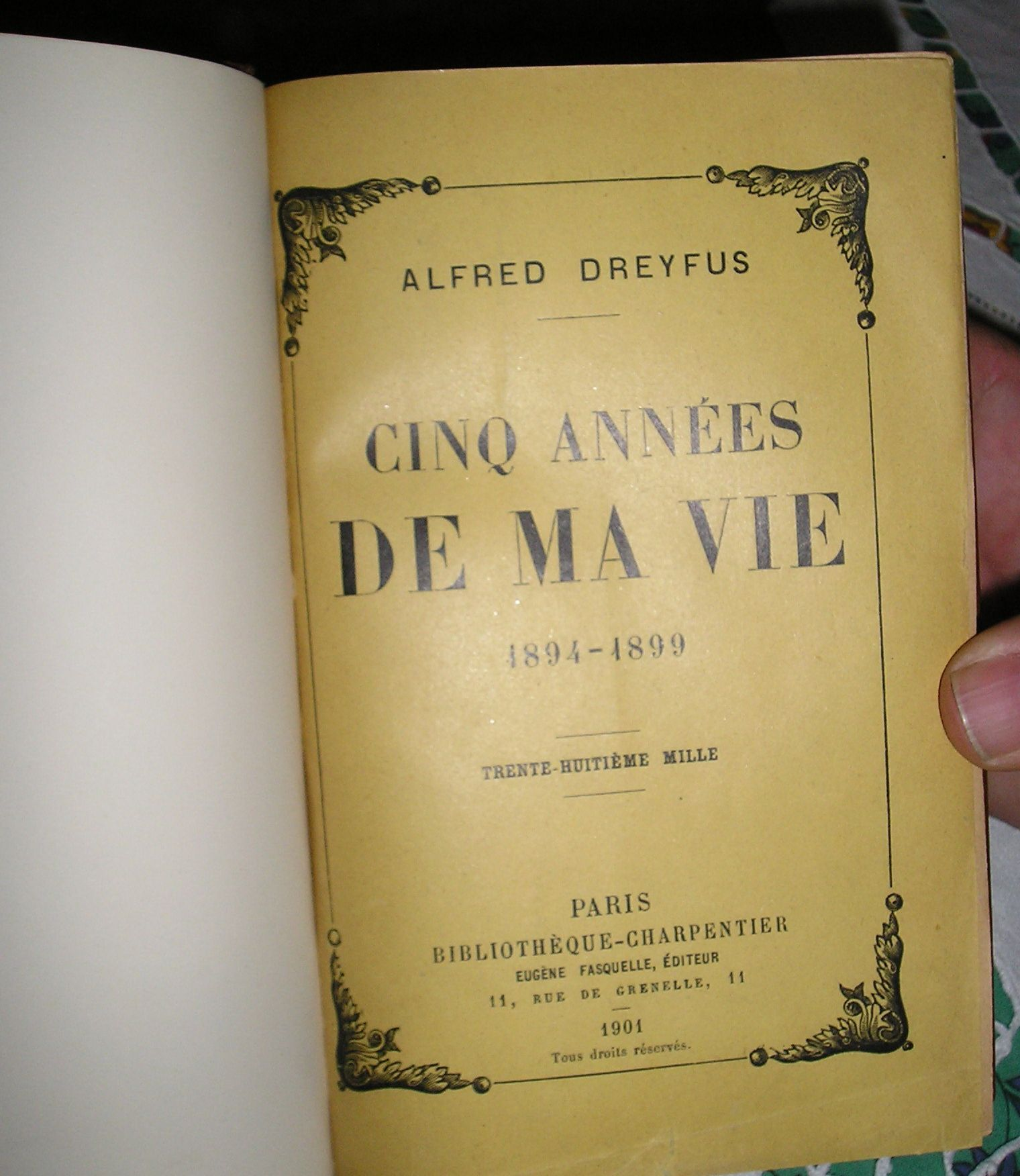
Mémoires d'Alfred Dreyfus

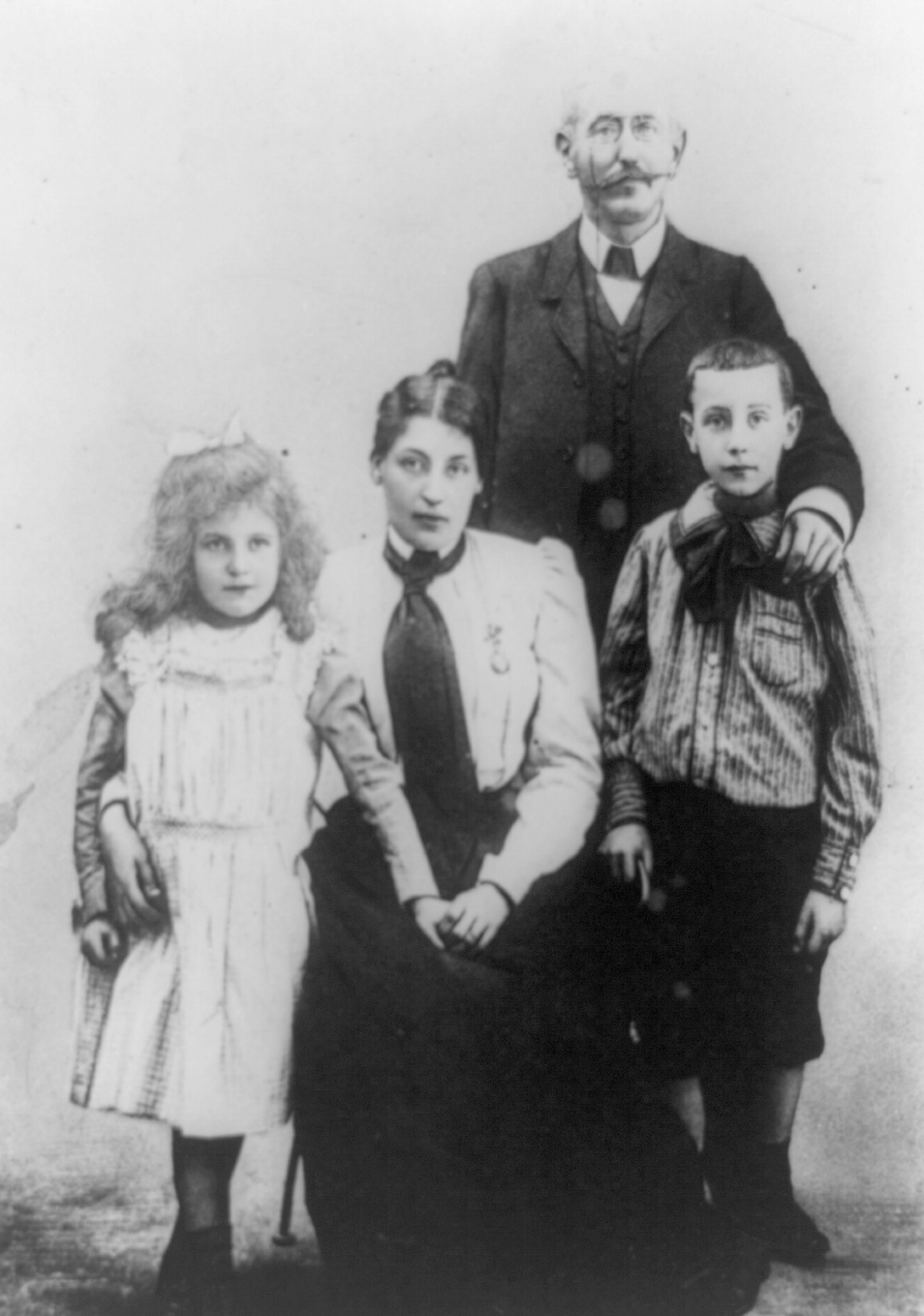
La famille Dreyfus : Alfred, Lucie et leurs deux enfants.
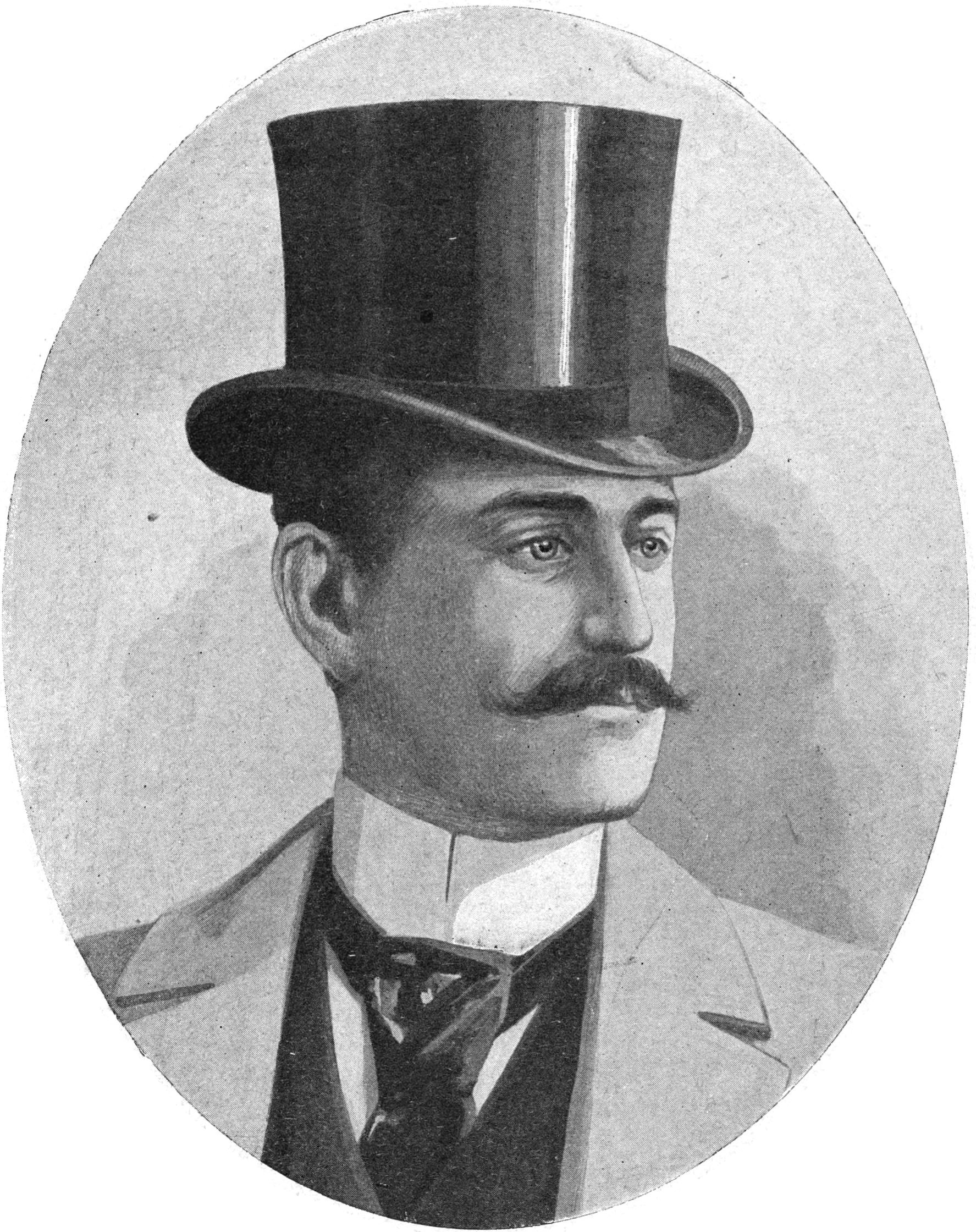
Mathieu Dreyfus, frère d'Alfred
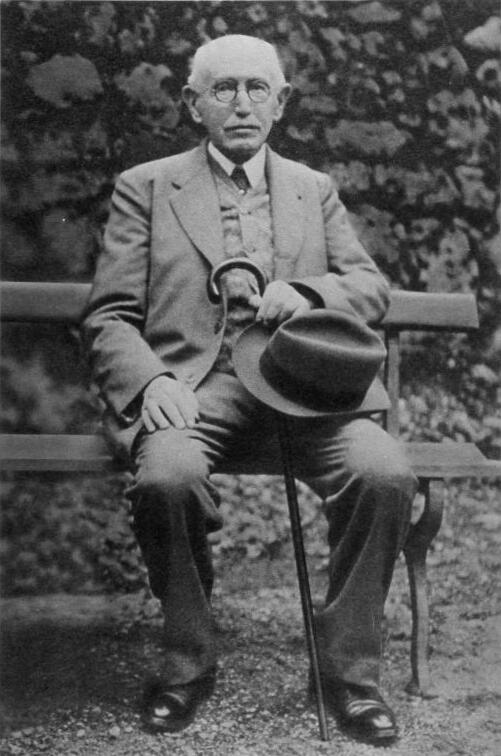
Alfred Dreyfus vers 1930.
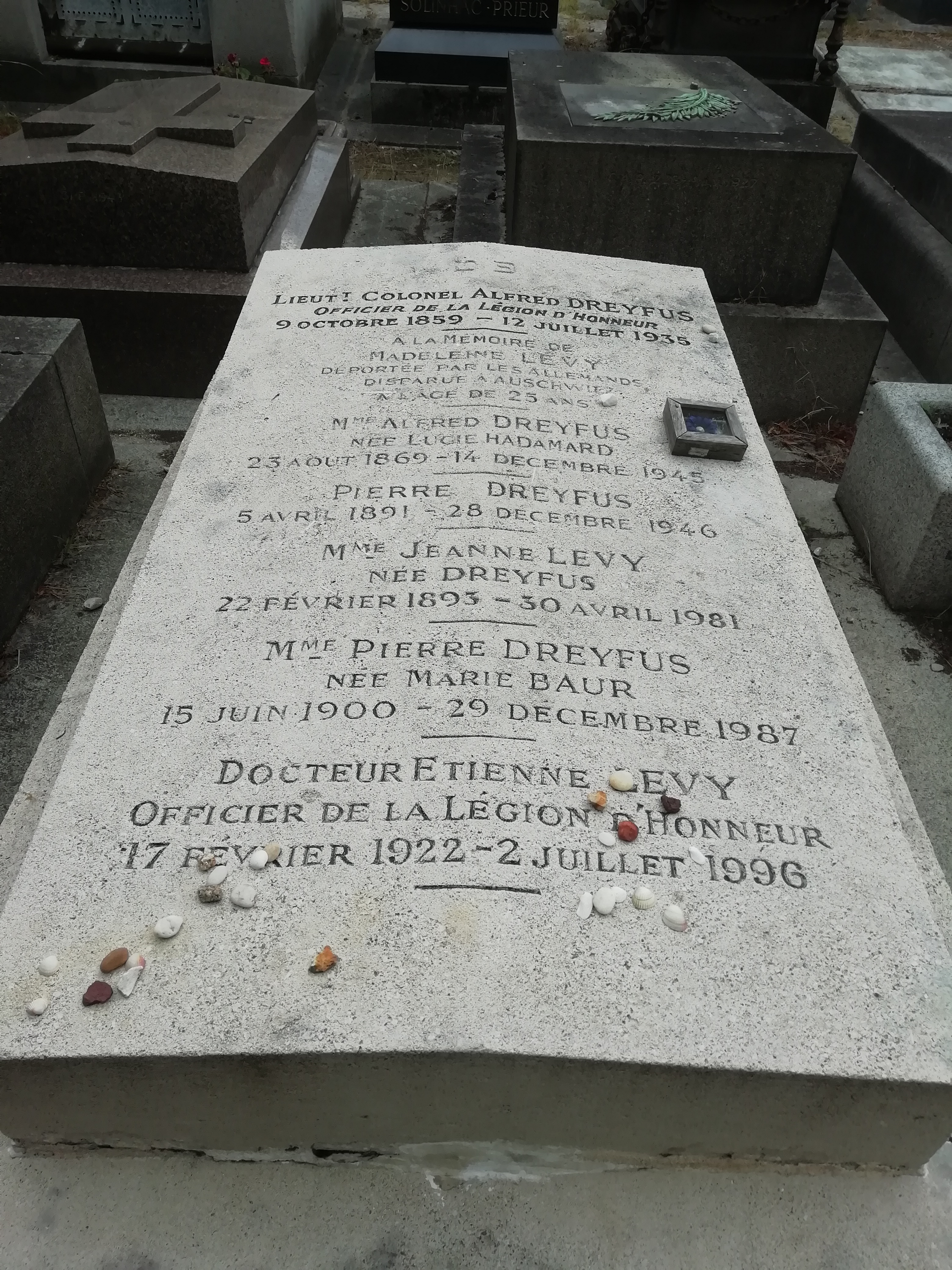
Tombe d'Alfred Dreyfus au cimetière du Montparnasse (division 28).

### Promotion comme général à titre posthume
Bien que réhabilité en 1906, ses cinq années passées dans l'île du Diable n'avaient jamais été prise en compte dans l'avancement de sa carrière. Il a ainsi fini avec le grade de lieutenant-colonel, bien loin de celui de général auquel il aurait pu prétendre. En conséquence, Gabriel Attal, président du groupe Ensemble pour la République à l'Assemblée nationale, dépose le 7 mai 2025 une proposition de loi comportant un article élevant à titre posthume Alfred Dreyfus au grade de général de brigade. Cette initiative rejoint celle des sénateurs socialistes dans le même sens. Cette proposition de loi est adoptée à l'unanimité en commission de la Défense à l'Assemblée nationale le 28 mai puis par l'Assemblée nationale le 2 juin. Il appartient au Sénat de se saisir du texte pour la poursuite du processus d'élaboration de la loi.
Début juin 2025, selon l'entourage d'Emmanuel Macron, ce dernier envisage un geste symbolique destiné à raviver la mémoire du combat mené par les dreyfusards. Il annonce finalement un mois plus tard en juillet 2025, l'instauration d'une journée de commémoration le 12 juillet pour la réhabilitation de Dreyfus.

## Publications
- Lettres d'un innocent, Stock, 1898 (lire en ligne sur Gallica).
- Cinq années de ma vie, Paris, Fasquelle, 1901 (en ligne : facsimile de la première édition, ebook sur Gutemberg).
- Carnets 1899-1907, Paris, Calmann-Lévy, 1998.
- Alfred Dreyfus officier en 14-18 - Souvenirs, lettres et Carnets de guerre, Georges Joumas, Regain de lecture, 2011
- Lettres à la marquise, Paris, Grasset, 2017.
- De la réhabilitation à la Grande Guerre 1906-1914, Georges Joumas, Regain de lecture, 2018

### Édition complète
- Œuvres complètes (1894-1936), éd. & préf. Vincent Duclert et Philippe Oriol, postf. Pierre Dreyfus et Charles Dreyfus, Paris, Les Belles Lettres, 1102 p., 2024  (ISBN 9782251456317)

## Décorations
- Officier de la Légion d'honneur (arrêté du 9 juillet 1919)[52]
- Croix de guerre 1914-1918
- Médaille commémorative de la guerre 1914-1918

## Hommages

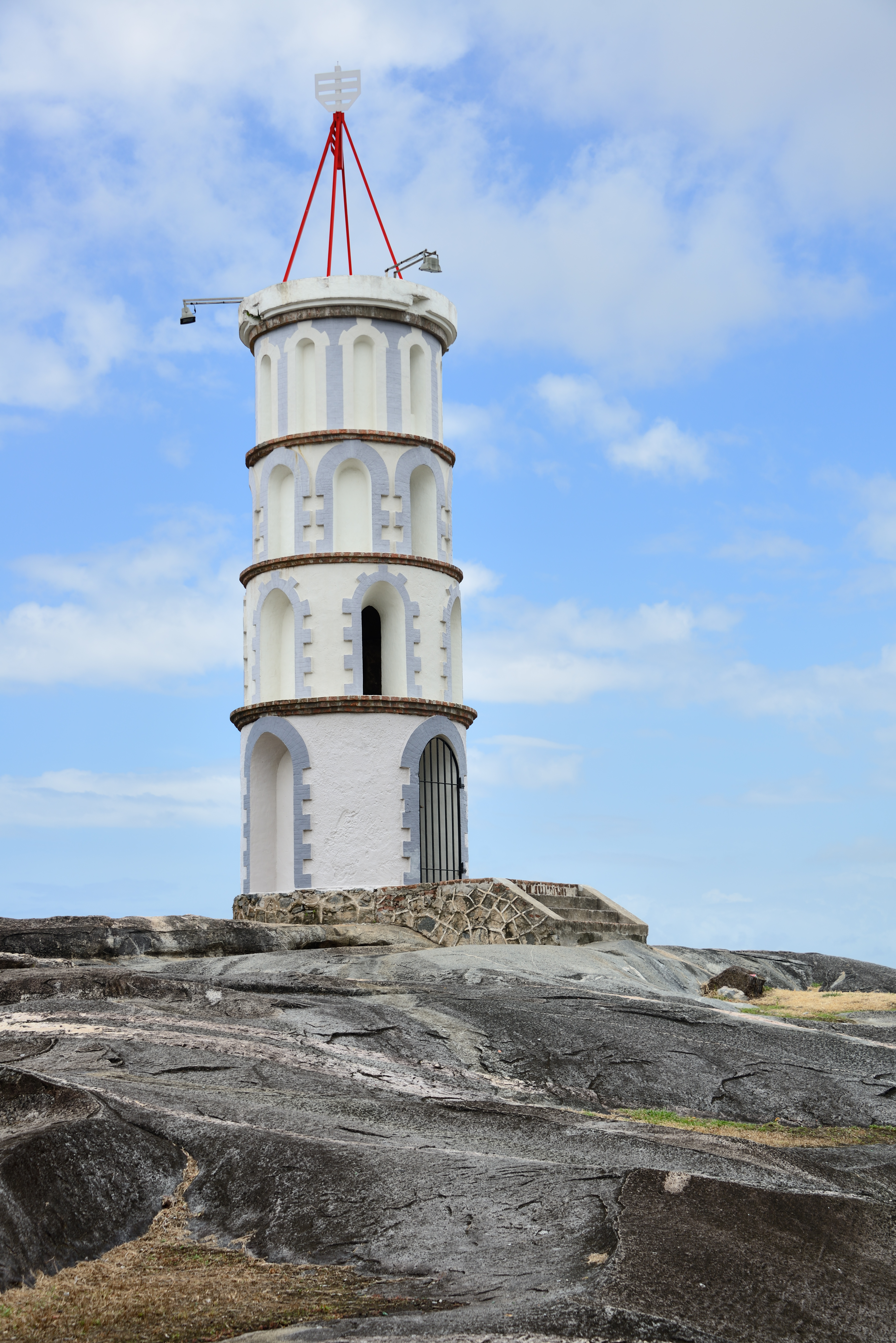
Tour Dreyfus à Kourou, en Guyane.

Une statue d’Alfred Dreyfus par Tim, Hommage au capitaine Dreyfus, installée en 1988 au jardin des Tuileries, a été transférée à la place Pierre-Lafue, située dans le 6e arrondissement de Paris entre le boulevard Raspail et les rues Notre-Dame-des-Champs et Stanislas, où elle a été inaugurée le 16 octobre 1994. Une réplique de cette œuvre a été inaugurée par Ron Huldai, maire de Tel Aviv-Yafo et Anne Hidalgo, maire de Paris le 27 novembre 2018. Une autre réplique est dans la cour du MAHJ (Musée d'art et d'histoire du judaïsme) rue du Temple.  
Une statue, œuvre de la sculptrice Sylvie Koechlin, est érigée en 2016 à Mulhouse, Square Steinbach, à deux pas de la maison familiale où il a grandi.
En Guyane, à Kourou, à l'embouchure du fleuve Kourou, une tour télégraphe est baptisée à son nom (Tour Dreyfus).
La promotion 1995 de l’École nationale de la magistrature française a pris le nom « Alfred Dreyfus » comme nom de baptême de promotion.
En 1997, son petit-neveu, le chanteur Yves Duteil, lui rend hommage dans une chanson appelée « Dreyfus ».
Le transfert de ses cendres au Panthéon a été envisagé, mais Jacques Chirac a indiqué le 5 juillet 2006 y avoir renoncé. En effet, malgré de nombreux soutiens, il a été estimé que Dreyfus était d’abord une victime, et que, si héros il devait y avoir dans l’Affaire, c'était Zola, déjà au Panthéon. Robert Badinter, le CRIF, la Ligue des droits de l'homme sont également de cet avis. Le 12 juillet 2006, une cérémonie d'hommage solennel fut organisée à l'École militaire en présence du président de la République Jacques Chirac entouré du Premier ministre et de plusieurs membres du gouvernement.
Sa ville natale, Mulhouse, a décidé de consacrer l'année 2016 à Alfred Dreyfus. Toute une série de manifestations sont organisées tout au long de l'année par la municipalité en lien avec les acteurs historiques, culturels et associatifs mulhousiens.
En matière d'odonymie, il existe, en France, de nombreuses voies publiques baptisées Alfred Dreyfus ou Capitaine Dreyfus comme à Paris (la place Alfred-Dreyfus), Vénissieux, Saint-Étienne, Saint-Cyr-l'École, Panazol, Niort, Bouguenais, Saint-Jacques-de-la-Lande, Montreuil, La Roche-sur-Yon, La Chapelle-sur-Erdre, Valence, Montpellier, Pérols, Poitiers, Ramonville-Saint-Agne, Alfortville, Mulhouse, Blotzheim, Rennes ou Bourges. Il y a également un collège Capitaine Dreyfus à Rixheim.
En 2025, le député Renaissance et ancien Premier ministre Gabriel Attal dépose une proposition de loi pour élever Alfred Dreyfus au rang de général à titre posthume. En effet, l'avancement du capitaine avait été interrompu par sa détention au bagne, et les années ainsi perdues n'ont jamais été prises en compte par la hiérarchie militaire, privant ainsi Alfred Dreyfus d'un probable grade de général nonobstant l'Affaire. Cette initiative rejoint celle des sénateurs socialistes allant dans le même sens. Le 2 juin 2025, la proposition de loi est adoptée à l'Assemblée nationale en première lecture.

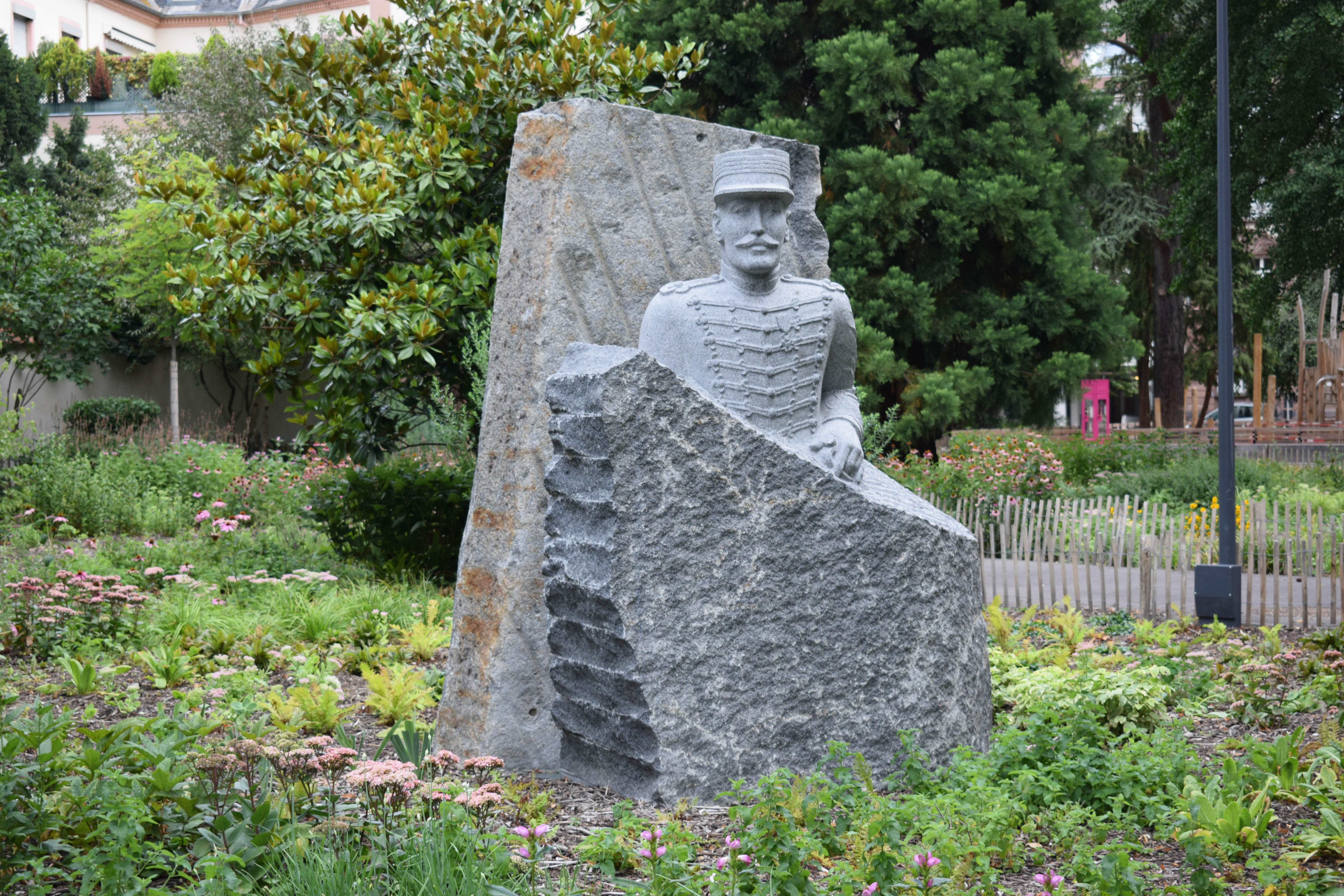
Monument à Alfred Dreyfus à Mulhouse.

### Filmographie
Dès le début du cinéma, l'Affaire Dreyfus va être portée sur le grand écran, subissant jusqu'en 1950 en France une censure visant à ce que l'image de l'armée française ne soit pas salie. On notera que dans certains films, Dreyfus n'est pas forcément le personnage principal mis en avant.

### Cinéma
- 1899 : L'Affaire Dreyfus de Georges Méliès.
- 1919 : J'accuse d'Abel Gance (malgré son titre, il ne s'agit pas d'un film sur l'affaire Dreyfus).
- 1930 : L'Affaire Dreyfus de Richard Oswald.
- 1931 : Dreyfus de F.W. Kraemer et Milton Rosmer.
- 1937 : La Vie d'Émile Zola de William Dieterle.
- 1958 : L'Affaire Dreyfus de José Ferrer.
- 2019 : J'accuse de Roman Polanski.

### Télévision

#### Documentaire
- 1975 : Dreyfus ou l'Intolérable Vérité de Jean Chérasse.
- 2015 : L'Ombre d'un doute saison 4 épisode 8 Le dossier secret de l'affaire Dreyfus.

#### Téléfilm
- 1991 : Une affaire d'honneur de Ken Russell.
- 1995 : L'Affaire Dreyfus d'Yves Boisset, scénario de Jorge Semprún.

#### Série
- 1978 : Émile Zola ou la Conscience humaine de Stellio Lorenzi, joué par Roger Montsoret.

### Radio
- Philippe Collin, « Alfred Dreyfus, le combat de la République », 10 épisodes de 58 minutes [audio], sur France Inter, décembre 2024 (consulté en décembre 2024).

### Bande dessinée
- Jean-Marie Digout, L'affaire Dreyfus, Éditions de L'Homme en Noir, 2020 (ISBN 979-10-699-5160-0, lire en ligne)